# Plac Pracy w Jekaterynburgu
Plac Pracy w Jekaterynburgu (ros. Площадь Труда) – jeden z placów położonych w rosyjskim mieście Jekaterynburg.

## Informacje ogólne
Plac Pracy w Jekaterynburgu położony jest w ścisłym centrum miasta, administracyjnie znajduje się on na terenie rejonu leninowskiego. W jego pobliżu znajdują się jedne z najważniejszych arterii miasta: ulica Maksima Gorkiego, ulica Aleksandra Puszkina i Prospekt Włodzimierza Lenina. Najbliższa stacja jekaterynburskiego metra to położona w odległości około 450 metrów od placu to Stacja Plac 1905 Roku.

## Historia
Teren dzisiejszego placu Pracy jest jednym z najstarszych miejsc w Jekaterynburgu. Już na początku 1723 roku rozpoczęto wznosić na terenie obecnego placu drewnianą cerkiew dedykowaną świętej Katarzynie Aleksandryjskiej. Budynek został ukończony w 1726 roku, a w 1747 roku spłonął. W latach 1758–1768 na miejscu spalonej cerkwi wzniesiono sobór św. Katarzyny, który miał stać się jednym z najważniejszych symboli Jekaterynburga w okresie Imperium Rosyjskiego. Nazwa placu wokół soboru ulegała parokrotnie zmianie, jednak zawsze związana była z budynkiem świątyni stojącym w jego centrum. Był on znany jako plac Cerkiewny (Церковная), Soborowy (Соборная) i wreszcie Jekatieriński (Екатерининская). Najważniejsze budynki wzniesione w XIX wieku przy placu to przede wszystkim Dom Sewastianowa (wzniesiony w latach 1863-1866) i budynek dawnej apteki autorstwa Michaiła Małachowa (1820 rok).
Obecny kształt zaczął uzyskiwać po 1917 roku. Po przewrocie bolszewickim i ugruntowaniu się władzy sowieckiej nastąpiły zmiany w otoczeniu i architekturze tego miejsca. Doszło też do ostatecznej zmiany nazwy placu. W latach 1925–1928 przy placu powstały m.in. budynek rady miejskiej i konstruktywistyczna siedziba poczty głównej. Wokół placu swe siedziby miały znaleźć biura i agencje związane z nowym porządkiem, stąd stojący po jego środku wielki sobór Jekatieriński nie mógł być zbyt długo tolerowany. W 1930 roku decyzją swierdłowskiej rady miejskiej świątynia została zamknięta, a następnie w dniach 5-8 kwietnia tego samego roku wysadzona w powietrze. Pozyskany z niej materiał budowlany miał posłużyć przy wznoszeniu innych obiektów związanych z socjalizmem. W latach trzydziestych XX wieku plac uzyskuje obecny wygląd, a swą siedzibę znajdują przy nim budynki regionalnych komitetów Wszechzwiązkowej Partii Komunistycznej (bolszewików) i Komsomołu.
W 1962 roku na środku placu, pomiędzy terenami zielonymi i spacerowymi, wzniesiona została fontanna Kamienny Kwiat. Wykonano ją w stylu epoki, z różowego marmuru, z elementami metalowymi pomalowanymi na kolor tzw. jekaterynburskiego malachitu. Zmiany w wyglądzie i architekturze placu zaszły już po rozpadzie Związku Radzieckiego. 18 sierpnia 1991 roku umieszczono na nim drewniany krzyż, a stało się to w miejscu gdzie niegdyś znajdował się główny ołtarz soboru św. Katarzyny. Miał on przypominać mieszkańcom o historii tego terenu. W 1998 roku obchodzono 275 rocznicę założenia Jekaterynburga. Na miejscu krzyża powstała wtedy kaplica św. Katarzyny. 14 sierpnia 1999 roku w bliskiej odległości od placu odsłonięto pomnik Tatiszczewa i de Gennina.

## Plac Pracy obecnie

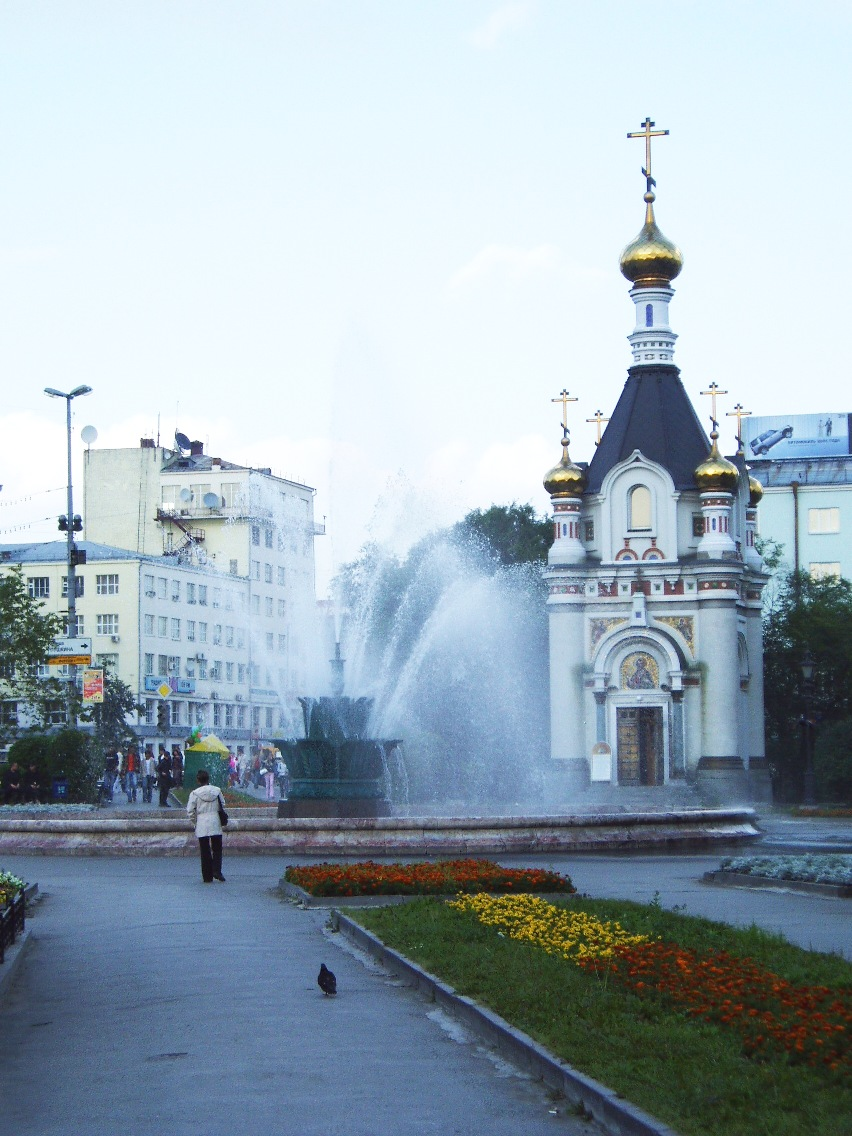
Widok na znajdującą się na placu fontannę i kaplicę św. Katarzyny.

### Projekt odbudowy soboru św. Katarzyny
18 marca 2010 roku arcybiskup jekaterynburski Wincenty ogłosił, że w porozumieniu z władzami obwodu swierdłowskiego, rozważana jest odbudowa soboru św. Katarzyny. Pomysł ten poparł gubernator swierdłowski Aleksander Miszarin. Jednak w samym mieście, zarówno wśród jego mieszkańców jak i elit, idea ta wywołała wiele sporów i kontrowersji. Szybko zmobilizowali się przeciwnicy odbudowy soboru, którzy zaczęli domagać się zachowania placu Pracy w jego obecnej formie. Twierdzili, że jest to swego rodzaju oaza spokoju i zieleni w tej części miasta, a fontanna się tam znajdująca jest już jednym z symboli miasta, ważnym dla jego mieszkańców. Wskazywano także na problemy komunikacyjne i transportowe jakie mogą wyniknąć z zabudowania tego obszaru.
10 kwietnia 2010 roku na jekaterynburskim placu Pracy odbyła się wielka manifestacja przeciwników odbudowy soboru Jekaterińskiego. Według szacunków organizatorów zgromadziła ona ponad 6 tysięcy uczestników. Zbiegła się ona z osiemdziesiątą rocznicą zniszczenia świątyni przez bolszewików. Niejako w odpowiedzi, 14 maja 2010 roku, przez teren placu przeszła  procesja wiernych pod przewodnictwem arcybiskupa Wincentego, która zatrzymała się przy kaplicy św. Katarzyny. Wzięło w niej udział około 10 tysięcy wiernych. Kolejne miesiące sporu nie przyniosły rozwiązania problemu. Według doniesień lokalnych mediów z czerwca 2012 roku kwestia rekonstrukcji soboru nie będzie na razie podejmowana, zarówno przez władze kościelne jak i świeckie.

### Miejsce manifestacji
Plac Pracy stał się popularnym miejscem różnego rodzaju pikiet, manifestacji i protestów - organizowanych przez różne grupy społeczne i polityczne. 28 sierpnia 2012 roku administracja miejska nie wydała zgody na antyrządową demonstrację, w której wziąć mieli udział m.in. rosyjscy opozycjoniści, Siergiej Udalcow i Ilja Ponomariow. 12 września 2012 roku przedstawiciele władz obwodowych i miejskich zapowiedzieli, że trwają prace mające na celu zakazanie organizacji wszelkich manifestacji na placu Pracy. Krytycy tego pomysłu twierdzą, że działania te mają być wstępem do zakazania protestów w centrum Jekaterynburga. Władze mają rzekomo na celu wypchnięcie potencjalnych manifestacji na tereny peryferyjne, gdzie siła protestów będzie znacznie mniejsza, a ich głos mniej słyszalny. Administracja miejska i obwodowa zaprzeczyły tym oskarżeniom.
Ostatnia większa manifestacja na placu odbyła się 17 września 2012. Protestujący wznosili hasła antyrządowe i antyputinowskie, domagając się demokratyzacji kraju i uczciwych wyborów. W proteście wzięło udział pomiędzy 500 a 1000 ludzi. Zdaniem lokalnych mediów, w związku z doniesieniami o zamknięciu placu dla pikiet i manifestacji, mógł to być ostatni legalny protest zorganizowany na jekaterynburskim placu Pracy.